# Тейсманн, Йоханнес Элиас
Йоханнес Элиас Тейсманн (нидерл. Johannes Elias Teijsmann; 1 июня 1808, Арнем — 22 июня 1882, Богор, Западная Ява) — нидерландский ботаник, директор Богорского ботанического сада. 

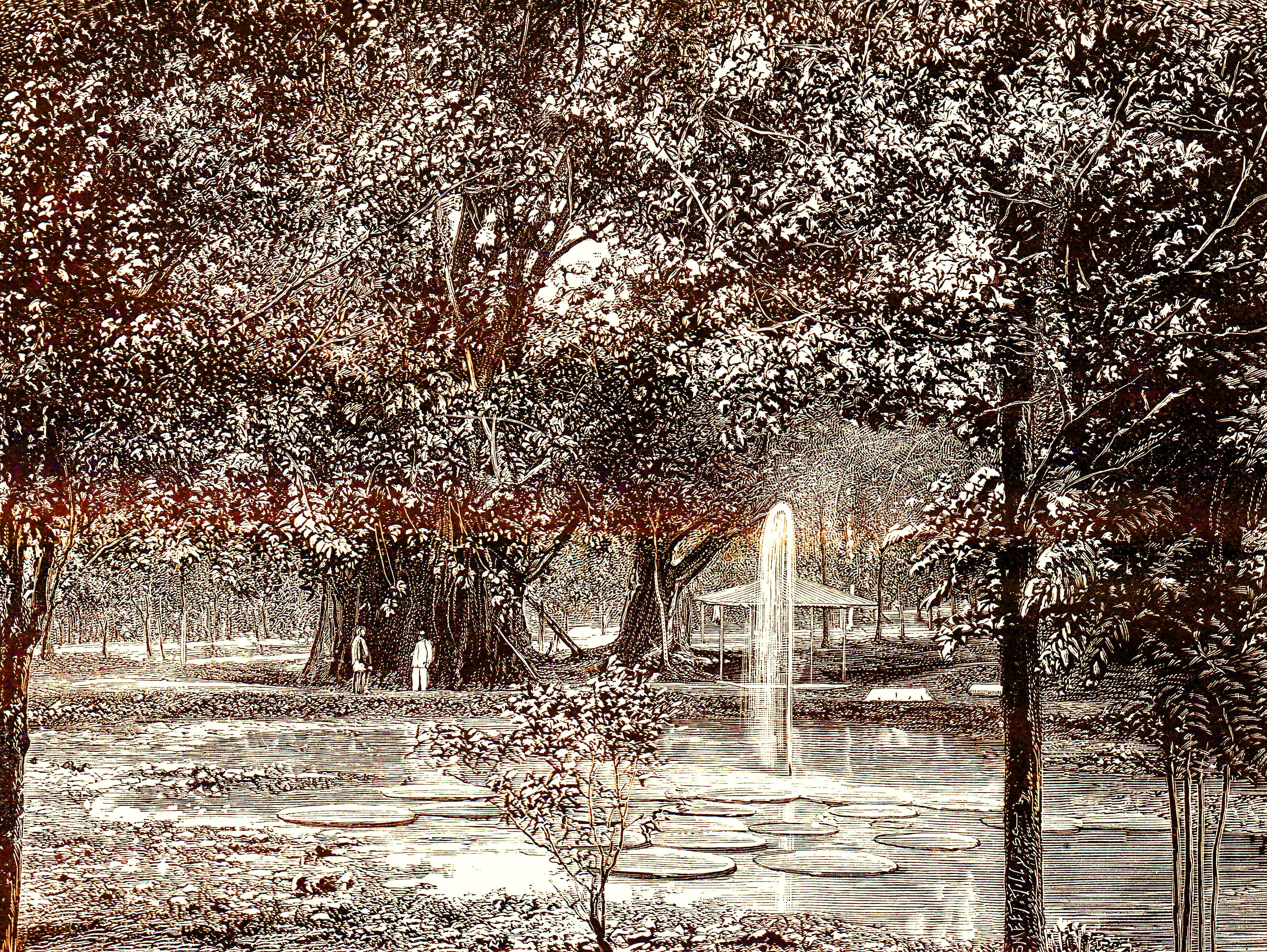
Богорский ботанический сад

## Биография
Йоханнес Элиас Тейсманн родился в Арнеме 1 июня 1808 года. Возможно также, что Йоханнес Элиас Тейсманн родился в 1809 году. В 1830 году прибыл на Яву и занял должность садовника Богорского ботанического сада. С 1831 по 1869 год Тейсманн директор Богорского ботанического сада. 10 октября 1834 года Богорский ботанический сад серьёзно пострадал в результате извержения вулкана Салак и сопровождавшего его землетрясения. Однако усилиями Тейсманна удалось не только полностью восстановить ущерб, но и продолжить расширение коллекции ботанического сада и её систематизацию. Йоханнес Элиас Тейсманн умер в Богоре в 1882 году.

## Научная деятельность
Йоханнес Элиас Тейсманн специализировался на папоротниковидных и на семенных растениях.